# Kolozsborsa község
Kolozsborsa község (románul: Comuna Borșa) község Kolozs megyében, Romániában. Központja Kolozsborsa, beosztott falvai Bánffytanya, Csomafája, Keresztaljatelep, Kolozsgyula. 2008 óta Kolozsvár metropolisztérség része.

## Fekvése
Kolozsvártól 35, Szamosújvártól 32 kilométerre található.

## Népessége
1850-től a népesség alábbiak szerint alakult:
| Lakosok száma | 2781 | 1868 | 2321 | 2469 | 4229 | 2638 | 2287 | 1586 | 1600 | 1511 |
|               | 1850 | 1880 | 1900 | 1920 | 1930 | 1956 | 1977 | 1992 | 2011 | 2021 |

A 2011-es népszámlálás adatai alapján a község népessége 1600 fő volt, melynek 86%-a román, 8,44%-a magyar és 2,81%-a roma. Vallási hovatartozás szerint a község lakossága többségében ortodox (74,12%), emellett élnek a faluban görög rítusú római katolikusok (11%), reformátusok (7,56%), pünkösdisták (2,5%) és baptisták (1,19%).

## Nevezetességei
A község területéről az alábbi épületek szerepelnek a romániai műemlékek jegyzékében:
- a csomafáji református templom (CJ-II-m-B-07570)
- a kolozsborsai Bánffy-kastély (CJ-II-m-B-07536)

## Híres emberek
- Csomafáján született Ocsvay Ferenc (1819–1887) publicista.
- Kolozsborsán születtek Ferenczi Zoltán (1857–1927) irodalomtörténész, Jakobi József (1882–1967) belgyógyász, Tamás Lajos (1924) mezőgazdasági kutató.